# Marc Bartra
Marc Bartra Aregall (Sant Jaume, 1991. január 15. –) spanyol válogatott labdarúgó, a Real Betis játékosa.

## Klubkarrier
A spanyolországi Sant Juame dels Domenysben született 1991. január 15-én. Fiatalon bekerült az FC Barcelona ifjúsági rendszerében, pályafutását az RCD Espanyolban kezdte, majd 2002-ben került a katalán csapathoz. 2009-ben került a Barca B csapathoz ahol 2012-ig játszott majd 2010-ben egy hónappal a 19. születésnapja után a 30. percben mutatkozott be az első csapatnál az Atlético de Madrid ellen a Vicente Calderón Stadionban ahol Jeffrén Suárezt váltotta. Az első liga meccsét egy hónappal később játszotta ahol mindvégig a pályán tartózkodott. Az első gólját pedig 2011. május 21-én szerezte a Málaga CF elleni meccsen.
A 2012/13-as szezontól az FC Barcelona játékosa.
2016 nyarán szerződtette a Borussia Dortmund.
2018. január 30-án a Real Betis csapatához igazolt. 2022. augusztus 14-én a török Trabzonspor szerződtette. 2023. július 11-én közös megegyezéssel felbontotta a szerződését a klubbal. Július 24-én visszatért a Real Betishez.

## Válogatott
2008-ban mutatkozott be a spanyol U18-as válogatottban, ahol összesen 3 mérkőzésen szerepelt. Egy évvel később már az U19-es csapatnál szerepelt. Jelenleg pedig az U21-es csapat tagja. A 2010-es évtől kezdve Katalónia válogatottját erősíti.

## Statisztika
2017. március 5-én frissítés
| Klub              | Szezon           | League          | League | Kupa            | Kupa  | Europe          | Europe | Egyéb           | Egyéb | Összesen        | Összesen |
| Klub              | Szezon           | Pályára lépések | Gólok  | Pályára lépések | Gólok | Pályára lépések | Gólok  | Pályára lépések | Gólok | Pályára lépések | Gólok    |
| ----------------- | ---------------- | --------------- | ------ | --------------- | ----- | --------------- | ------ | --------------- | ----- | --------------- | -------- |
| Barcelona B       | FC Barcelona B   | 30              | 1      | —               | —     | —               | —      | —               | —     | 30              | 1        |
| Barcelona B       | 2011–12          | 28              | 1      | —               | —     | —               | —      | —               | —     | 28              | 1        |
| Barcelona B       | 2011–12          | 23              | 0      | —               | —     | —               | —      | —               | —     | 23              | 0        |
| Barcelona B       | Összesen         | 81              | 2      | —               | —     | —               | —      | —               | —     | 81              | 2        |
| Barcelona         | 2009–10          | 1               | 0      | 0               | 0     | 0               | 0      | 0               | 0     | 1               | 0        |
| Barcelona         | 2010–11          | 2               | 1      | 2               | 0     | 1               | 0      | 0               | 0     | 5               | 1        |
| Barcelona         | 2011–12          | 1               | 0      | 0               | 0     | 1               | 0      | 0               | 0     | 2               | 0        |
| Barcelona         | 2012–13          | 8               | 0      | 2               | 0     | 6               | 0      | 0               | 0     | 16              | 0        |
| Barcelona         | 2013–14          | 20              | 1      | 6               | 1     | 4               | 0      | 0               | 0     | 30              | 2        |
| Barcelona         | 2014–15          | 14              | 1      | 5               | 0     | 6               | 0      | —               | —     | 25              | 1        |
| Barcelona         | 2015–16          | 13              | 2      | 5               | 0     | 4               | 0      | 2               | 0     | 24              | 2        |
| Barcelona         | Összesen         | 59              | 5      | 20              | 1     | 22              | 0      | 2               | 0     | 103             | 6        |
| Borussia Dortmund | 2016–17          | 14              | 0      | 2               | 0     | 6               | 1      | 1               | 0     | 23              | 1        |
| Borussia Dortmund | Összesen         | 14              | 0      | 2               | 0     | 6               | 1      | 1               | 0     | 23              | 1        |
| Karrier összesen  | Karrier összesen | 154             | 7      | 22              | 1     | 28              | 1      | 3               | 0     | 207             | 9        |

### Válogatottban
| Spanyolország | Spanyolország   | Spanyolország |
| Évek          | Pályára lépések | Gólok         |
| ------------- | --------------- | ------------- |
| 2013          | 1               | 0             |
| 2014          | 3               | 0             |
| 2015          | 3               | 0             |
| 2016          | 5               | 0             |
| 2017          | 1               | 0             |
| 2018          | 1               | 1             |
| Összesen:     | 14              | 1             |